# Knöringen
Knöringen là một xã thuộc huyện Südliche Weinstraße, trong bang Rheinland-Pfalz, phía tây nước Đức. Xã này có diện tích 2,52 km², dân số thời điểm ngày 31 tháng 12 năm 2006 là 476 người.